# IC 4695
IC 4695 ist ein Doppelstern im Sternbild Pavo. Das Objekt wurde am 14. September 1901 von DeLisle Stewart entdeckt.